# Werner Stieglitz
Werner Stieglitz (* 4. November 1980 in Erlangen) ist ein bayerischer Politiker der CSU. Seit 2023 ist er Abgeordneter für den Stimmkreis Neustadt a.d.Aisch-Bad Windsheim, Fürth-Land im Bayerischen Landtag.

## Leben
Nach der Mittleren Reife an der Staatlichen Wirtschaftsschule Bad Windsheim 1997 absolvierte Stieglitz eine Ausbildung zum Bankkaufmann bei der Sparkasse des Landkreises Neustadt an der Aisch-Bad Windsheim und bildete sich danach zum Bankfachwirt, Sparkassenfachwirt, Bankbetriebswirt und Sparkassenbetriebswirt fort.
Von 1998 bis 2017 war Stieglitz Mitglied der Jungen Union. Seit 2001 ist er Mitglied der CSU, seit 2013 Ortsvorsitzender der CSU Markt Erlbach. Von 2015 bis 2023 arbeitete er als Bezirksgeschäftsführer der CSU in Mittelfranken und als Geschäftsführer der CSU im Bundestagswahlkreis Fürth. Innerhalb der CDU/CSU ist er Mitglied im Arbeitskreis Energiewende (AKE), im Arbeitskreis Außen- und Sicherheitspolitik (ASP), im Evangelischen Arbeitskreis (EAK) und in der Mittelstands-Union (MU).
Seit 2008 ist Stieglitz Marktgemeinderat in Markt Erlbach. 2014 und 2020 wurde er dort zum Zweiten Bürgermeister gewählt. Seit 2020 ist er außerdem Mitglied des Kreistags im Landkreis Neustadt an der Aisch-Bad Windsheim.
Bei der Landtagswahl in Bayern 2023 wurde Stieglitz im Stimmkreis Neustadt an der Aisch-Bad Windsheim, Fürth-Land als Direktkandidat gewählt und trat damit die Nachfolge von Hans Herold an. Seit dem 30. Oktober 2023 ist er daher Abgeordneter im Bayerischen Landtag. Dort ist ein Mitglied des Ausschusses für Staatshaushalt und Finanzfragen.